# دریاچه سیسترورتسکی

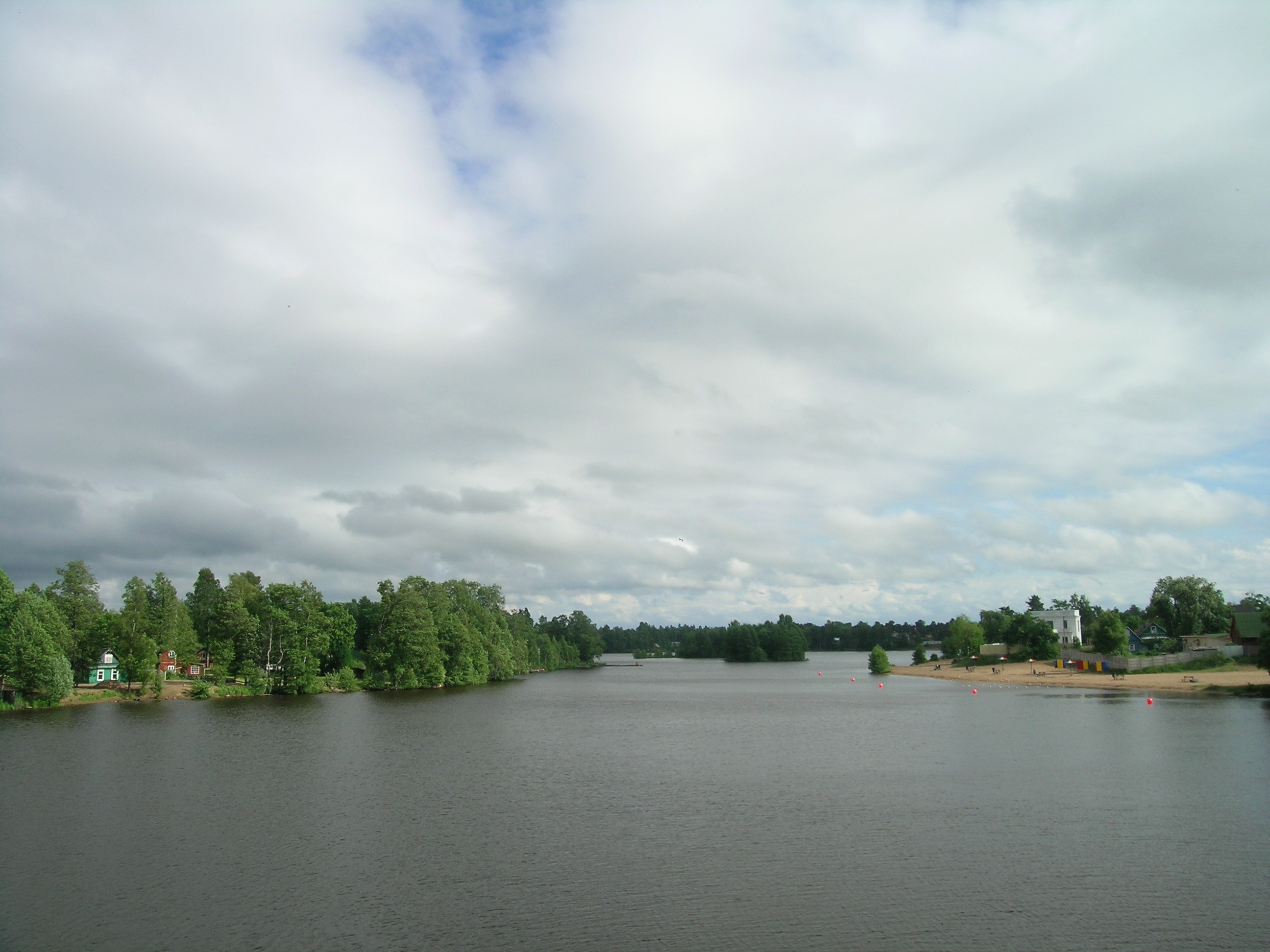

دریاچه ذخیره‌ای سسترورتسکی رزلِف (به روسی: Сестрорецкий Разлив)، آبگیری مصنوعی در منطقه شهری سسترورتسک است که در دوره پتر کبیر با سدسازی بر روی رودخانه‌های خواهر و چورنا ایجاد شد. مساحت سطح آن ۱۰٫۶ کیلومتر مربع است و حجم آبی برابر با ۰٫۰۱۵ کیلومتر مکعب دارد.

## توصیف
این دریاچه در سال ۱۷۲۱ میلادی برای تأمین نیازهای کارخانه ابزارسازی سسترورتسکی ساخته شد. سد پروژه به مهندس آندریاس بنکدیتویچ بر طراحی و اجرا گردید که موجب تشکیل دریاچه در بالادست سد شد.
این دریاچه بخشی از میراث فرهنگی و تاریخی منطقه گردشگری سن پترزبورگ و همچنین میراث جهانی «مرکز تاریخی سن پترزبورگ و مجموعه‌های مرتبط» به‌شمار می‌آید.

### ویژگی‌های فنی و محیطی
- متوسط حجم آب رودخانه‌های تغذیه‌کننده: ۸ مترمکعب در ثانیه
- عمق میانگین: ۱٫۶ متر، متغیر از ۰٫۹ متر (در نواحی پوشیده از نیزار) تا ۵٫۵ متر (در حاشیه جنوب غربی)
- ضخامت رسوبات: در برخی مناطق عمیق یا مسیرهای کشتیرانی سابق، لایه‌های گل لزج تشکیل شده است.
- مدیریت سطح آب: ارتفاع سطح آب بین ۷٫۸ تا ۸٫۳ متر حفظ می‌شود.

### سواحل
- ساحل شمالی: باتلاقی و کم‌ارتفاع، آسیب‌پذیر در برابر امواج. در سال ۲۰۰۸ به منطقه حفاظت‌شده طبیعی تبدیل شد.
- ساحل غربی: شهر سسترورتسک، محل موزه تاریخی لنین و تالاب «استخر به نام لنین».
- ساحل جنوب شرقی: محل موزه آلونک لنین، یادگار دوران شوروی، که در آن ولادیمیر لنین در تابستان ۱۹۱۷ مخفی شده بود.
این مکان‌ها با توجه به ارزش تاریخی و فرهنگی دارای حفاظت در سطح ملی و منطقه‌ای هستند.